# Académie royale de danse
Institution fondée à l'initiative de Louis XIV, l'Académie royale de danse reçoit ses lettres patentes en mars 1661. Prédécesseur de l'Académie d'Opéra (fondée en 1669) et dans laquelle seront intégrés les danseurs qui formeront le futur corps de ballet de l'Opéra national de Paris, l'Académie de Danse en tant que telle disparaîtra au début des années 1780.
Au nombre de treize, les « académistes » font partie de l'entourage du roi et de la cour ; ils sont, pour la plupart, à la fois danseurs et musiciens. C'est ce qui motive la confrérie des musiciens de Saint-Julien à publier en 1664 un virulent factum contre les « prétendus Académiciens ». Cette longue plaidoirie, intitulée Le mariage de la musique avec la dance, est signée par Guillaume Dumanoir, « joueur de violon du cabinet de Sa Majesté, l'un des vingt-cinq de sa grand' Bande, & pourvu aussi de l'Office de Roy des Joueurs d'instrumens, & des Maîtres à dancer de France ». La querelle s'apaise en 1695, par un arrêt accordant sensiblement les mêmes droits aux deux parties.
Bien que l'objet de l'Académie soit de réfléchir, d'analyser et de normaliser en matière de danse, aucun document relatif à son activité ni à cette théorisation n'est parvenu jusqu'à nous. Peu à peu, le recrutement se fait davantage dans les rangs du ballet de l'Opéra que dans l'entourage royal. Le profil de l'Académie se modifie progressivement et ses membres se consacreront essentiellement à la formation des danseurs.

## Lettres patentes du 30 mars 1662
Le 30 mars 1662, le roi accorde par lettre patente l'exclusivité de l'Académie royale de Danse. En voici le texte, rédigé en mars 1661 et enregistré un an plus tard.
Merci de procéder au transfert en conservant l'historique. 
« Louis par la grace de Dieu, Roy de France et de Navarre, À tous presens & à venir, Salut. 
Bien que l'Art de la Danse ait toûjours esté reconnu l'un des plus honnestes & plus necessaires à former le corps, & luy donner les premieres & plus naturelles dispositions à toute sorte d'exercices, & entre autres à ceux des armes ; & par consequent l'un des plus avantageux & plus utiles à nostre Noblesse, & autres qui ont l'honneur de nous approcher, non seulement en temps de guerre dans nos armées, mais mesme en temps de paix dans le divertissement de nos Ballets : Neanmoins il s'est pendant les desordres & la confusion des dernieres guerres, introduit dans ledit Art, comme en tous les autres, un si grand nombre d'abus capables de les porter à leur ruïne irreparable, que plusieurs personnes pour ignorans & inhabiles qu'ils ayent esté en cet Art de la Danse, se sont ingerez de la monstrer publiquement ; en sorte qu'il y a lieu de s'étonner que le petit nombre de ceux qui se sont trouvez capables de l'enseigner ayent par leur étude & par leur application si longtemps resisté aux essentiels defauts dont le nombre infiny des ignorans ont tâché de la défigurer & de la corrompre en la personne de la plus grande partie des Gens de qualité : Ce qui fait que nous en voyons peu dans nostre Cour & suite, capables & en estat d'entrer dans nos Ballets, & autres semblables divertissemens de Danse, quelque dessein que nous en eussions de les y appeller. 
A quoy estant necessaire de pourvoir, & desirant rétablir ledit Art dans sa premiere perfection, & l'augmenter autant que faire se pourra : Nous avons jugé à propos d'établir en nostre bonne ville de Paris, une Academie Royale de Danse, à l'exemple de celles de Peinture & Sculpture, composée de treize des Anciens & plus experimentez au fait dudit Art, pour faire par eux en tel lieu & maison qu'ils voudront choisir dans ladite ville, l'exercice de toute sorte de Danse suivant les Statuts & reglemens que nous en avons fait dresser en nombre de douze principaux articles. 
À ces causes, & autres bonnes considerations à ce nous mouvans, nous avons par ces presentes signées de nostre main, & de nostre pleine puissance & autorité Royale, dit, statué & ordonné, disons, statuons, & ordonnons, voulons & nous plaist, qu'il soit incessamment étably en nostredite ville de Paris, une Academie Royale de Danse, que nous avons composée de treize des plus experimentez dudit Art, & dont l'adresse & la capacité nous est connüe par l'experience que nous en avons souvent faite dans nos Ballets, où nous leur avons fait l'honneur de les appeler depuis quelques années, sçavoir de François Galland sieur du Desert, Maistre ordinaire à Danser de la Reine nostre tres-chere Epouse, Jean Renauld Maître ordinaire à Danser de nôtre tres-cher & unique Frere le Duc d'Orleans, Thomas le Vacher, Hilaire l'Olivet, Jean & Guillaume Reynal, freres, Guillaume Queru, Nicolas de l'Orge, Jean François Piquet, Jean Grigny, Florent Galland Desert, & Guillaume Renauld ; lesquels s'assembleront une fois le mois, dans tel lieu ou maison qui sera par eux choisie & prise à frais communs pour y conferer entre eux du fait de la Danse, aviser & deliberer sur les moyens de la perfectionner, & corriger les abus & defauts qui y peuvent avoir esté ou estre cy-après introduits ; tenir & regir ladite Academie suivant & conformément ausdits Statuts & Reglemens cy-attachez sous le contrescel de nostre Chancellerie : lesquels nous voulons estre gardez & observez selon leur forme & teneur : Faisant tres-expresses défenses à toutes personnes de quelque qualité qu'ils soient, d'y contrevenir aux peines y contenuës, & de plus grande s'il y écheoit. 
Voulons que les susnommez & autres qui composeront ladite Academie, jouïssent à l'instar de ladite Academie de Peinture & Sculpture, du droit de Committimus, de toutes les causes personnelles, possessoires, hypotequaires ou mixtes, tant en demandant que défendant par devant les Maistres des Requêtes ordinaires de nostre Hôtel, ou aux Requestes du Palais à Paris, à leur choix, tout ainsi qu'en jouïssent les Officiers commenseaux de nostre Maison, & décharge de toutes Tailles & Curatelles, ensemble de tout Guet & Garde. Voulons que ledit Art de Danse soit & demeure pour toûjours exemt de toutes Lettres de Maîtrise, & si par surprise ou autrement en quelque maniere que ce soit, il en avoit esté ou estoit cy-après expedié aucune ; Nous les avons dés à present revoquées, déclarées nulles & nul effet ; faisant tres-expresses défenses à ceux qui les auront obtenuës de s'en servir à peine de quinze cens livres d'amende, & autant de dommages & interests, applicable à ladite Academie. 
Si donnons en mandement à nos Amez & Feaux les Gens tenans nostre Cour de Parlement de Paris, que ces presentes ils ayent à faire lire, publier & registrer, & du contenu en icelles, faire jouïr & user ledit Desert, Renauld & autres de ladite Academie Royale, cessant & faisant cesser tous troubles & empeschemens contraires : Car tel est nostre plaisir. Et ainsi que ce soit chose ferme & stable à toûjours, nous avons fait mettre nostre scel à cesdites presentes, sauf en autres choses nostre droit, & l'autruy en toutes. 
Donné à Paris au mois de Mars, l'an de grace 1661 & de nostre regne le 19e. Signé LOUYS, & sur le reply par le Roy, DE GUENEGAUD »

## Membres de l'Académie royale de Danse

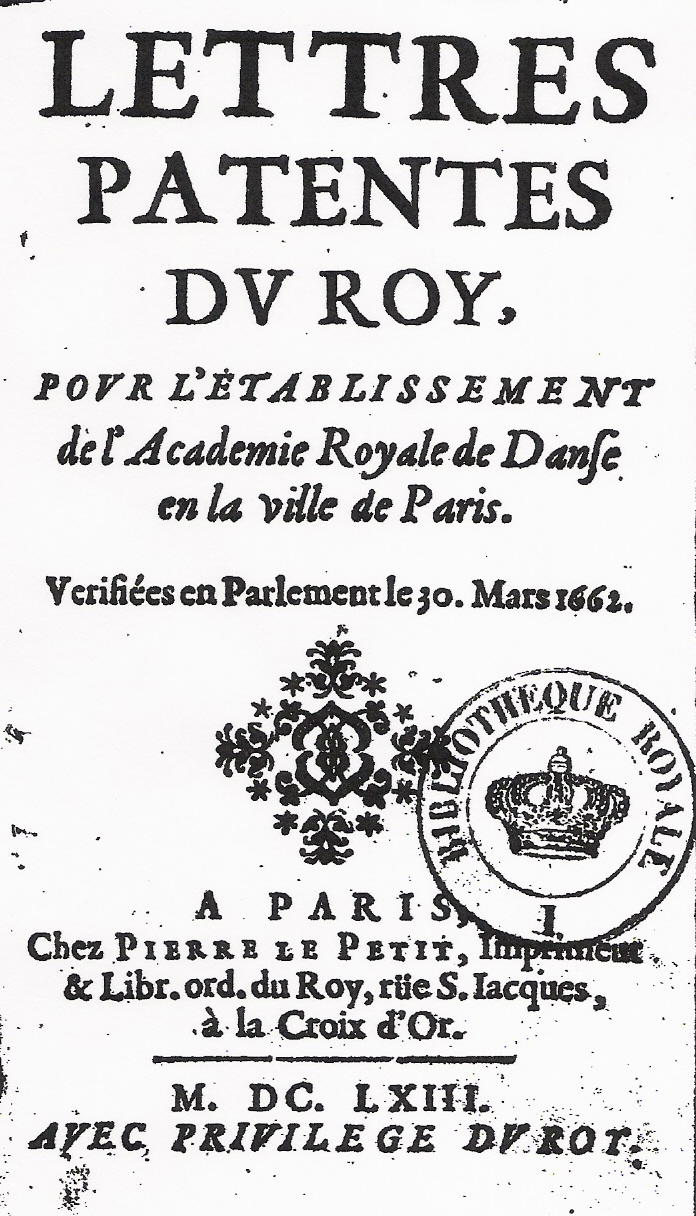
Lettres patentes de l'Académie royale de Danse (Paris 1663)

| 1662 (début de son activité) 1. François Galant du Désert (directeur) 2. Florent Galant du Désert 3. Jean Renauld 4. Guillaume Renauld 5. Guillaume Raynal 6. Jean Raynal 7. Guillaume Quéru 8. Hilaire d'Olivet 9. Thomas Le Vacher 10. Nicolas de Lorges 11. Jean Piquet 12. François Piquet 13. Jean Grigny 1753 (d'après Les Spectacles de Paris) 1. Antoine Bandieri de Laval (directeur) 2. François Marcel 3. René Malter 4. François-Antoine Malter 5. François-Louis Malter 6. Antoine Dangeville 7. David Dumoulin 8. Louis Dupré 9. Jean-Baptiste Javillier 10. Antoine Matignon 11. Denis Dupré 12. Jean-Barthélemy Lany 13. Gaëtan Vestris | 1680 (d'après le Mercure Galant) 1. Pierre Beauchamp (directeur) 2. Jean ou Guillaume Renauld 3. Florent Galant du Désert 4. Guillaume Quéru 5. Bernard de Manthe 6. Guillaume Raynal 7. Jean Raynal 8. Nicolas de Lorges 9. Jean ou François Piquet 10. Michel Blondy 11. Romain Dumirail 12. Joseph Ferrand 13. François Marcel 1778 (dernière mention connue) 1. Michel Laval (directeur) 2. François-Antoine Malter 3. Jean-Baptiste Javillier 4. Jean-Denis Dupré 5. Jean-Barthélemy Lany 6. Gaëtan Vestris 7. Lyonnois 8. Maximilien Gardel 9. Jean Dauberval 10. François Duval dit Malter 11. Jean-Georges Noverre 12. François-Louis Malter |